# Drietand-zandspinnendoder
De drietand-zandspinnendoder (Arachnospila fumipennis) is een vliesvleugelig insect uit de familie van de spinnendoders (Pompilidae). De wetenschappelijke naam van de soort is voor het eerst geldig gepubliceerd in 1838 door Zetterstedt.